# Kim Young-moo

Kim Young-moo (김영무) (23 de agosto de 1944 - 26 de noviembre de 2001) fue un poeta, crítico literario y traductor nacido en Paju, Corea del Sur.

## Biografía
Después de obtener sus primeras dos carreras en la Universidad Nacional de Seúl, se doctoró en la Universidad Estatal de Nueva York en Stony Brook en 1987. Fue profesor en el departamento de idioma y literatura inglesas en la Universidad Nacional de Seúl en 1981. Desde el año 2001 estuvo postrado en cama, a causa de un cáncer. Gracias a los cuidados de su mujer, pudo estar en su casa escribiendo, traduciendo y viendo a amigos hasta que el dolor se volvió insoportable. Murió el 26 de noviembre de 2001. Tres días antes de morir escribió su último poema.

## Obra
Publicó tres colecciones de poesía y trabajó junto al hermano Anthony como cotraductor traduciendo varias obras poéticas coreanas al inglés, incluidas El sonido de mis olas y más allá de uno mismo y Las mil vidas de Ko Un. Su primer artículo publicado sobre poesía coreana, "Estudio sobre Lee Yuk-sa" (이육사론) en Creación y crítica (창작과 비평, número de verano de 1975), significó su reconocimiento como crítico literario. Publicó varias traducciones del inglés, incluyendo una selección de poemas de William Blake. Publicó el volumen de ensayos personales Viéndote en las violetas (제비꽃에 너를 보며, 1988) y el volumen de crítica literaria El lenguaje de la poesía y el lenguaje de la vida (시의 언어와 삶의 언어, 1990), que recibió un premio en el rubro de crítica de los Premios Literarios de la República de Corea de 1991. Él y el hermano Anthony tradujeron juntos El sonido de mis olas y más allá de mí de Ko Un, Vuelta al paraíso de Cheon Sang-byeong, Las tenues sombras del amor de Kim Kwang-kyu y Baile de campesinos de Shin Kyeong-nim. Su traducción de Kim Kwang-kyu ganó el premio de traducción en los Premios Literarios de la República de Corea de 1991 y su traducción de Cheon Sang-byeong el Premio de traducción PEN de Corea de 1996.
En 1991 mientras trabajaba como profesor invitado en Toronto (Canadá), empezó a publicar poemas en el periódico coreano local. En 1992 él y cinco más publicaron en Toronto una recopilación de poemas: Al día siguiente de la lluvia de hielo (얼음비 온 다음 날). Publicó poemas en Corea por primera vez en 1993 y su primer antología Cántale al colorido bosque de otoño (색동 단풍숲을 노래하라) se publicó en mayo de 1993. Un segundo volumen, La montaña no guarda ni el canto de los pájaros (산은 새소리마저 쌓아 두지 않는구나), se publicó mientras aún estaba en el hospital recuperándose de una operación de cáncer de pulmón en agosto de 1998.

## Premios
- Premio literario de la República de Corea (crítica), 1991
- Premio literario de la República de Corea (traducción), 1991
- Premio de traducción PEN de Corea(1996)
- Tercer premio de literatura Paeksok (2001)